# Ноблехас
Ноблехас (ісп. Noblejas) — муніципалітет в Іспанії, у складі автономної спільноти Кастилія-Ла-Манча, у провінції Толедо. Населення — 3556 осіб (2010).
Муніципалітет розташований на відстані близько 55 км на південний схід від Мадрида, 50 км на схід від Толедо.
На території муніципалітету розташовані такі населені пункти: (дані про населення за 2010 рік)
- Ноблехас: 3556 осіб
- Лос-Альмендрос-дель-Тахо: 0 осіб

## Демографія
Динаміка населення (INE ):

## Галерея зображень

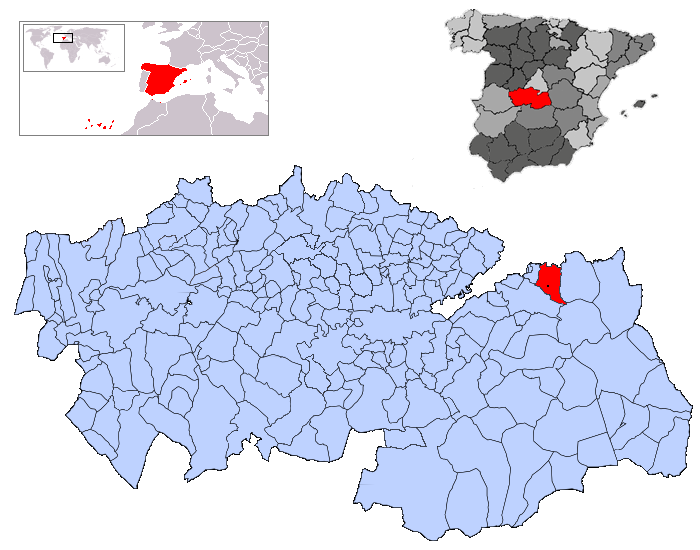
Розташування муніципалітету у провінції Толедо
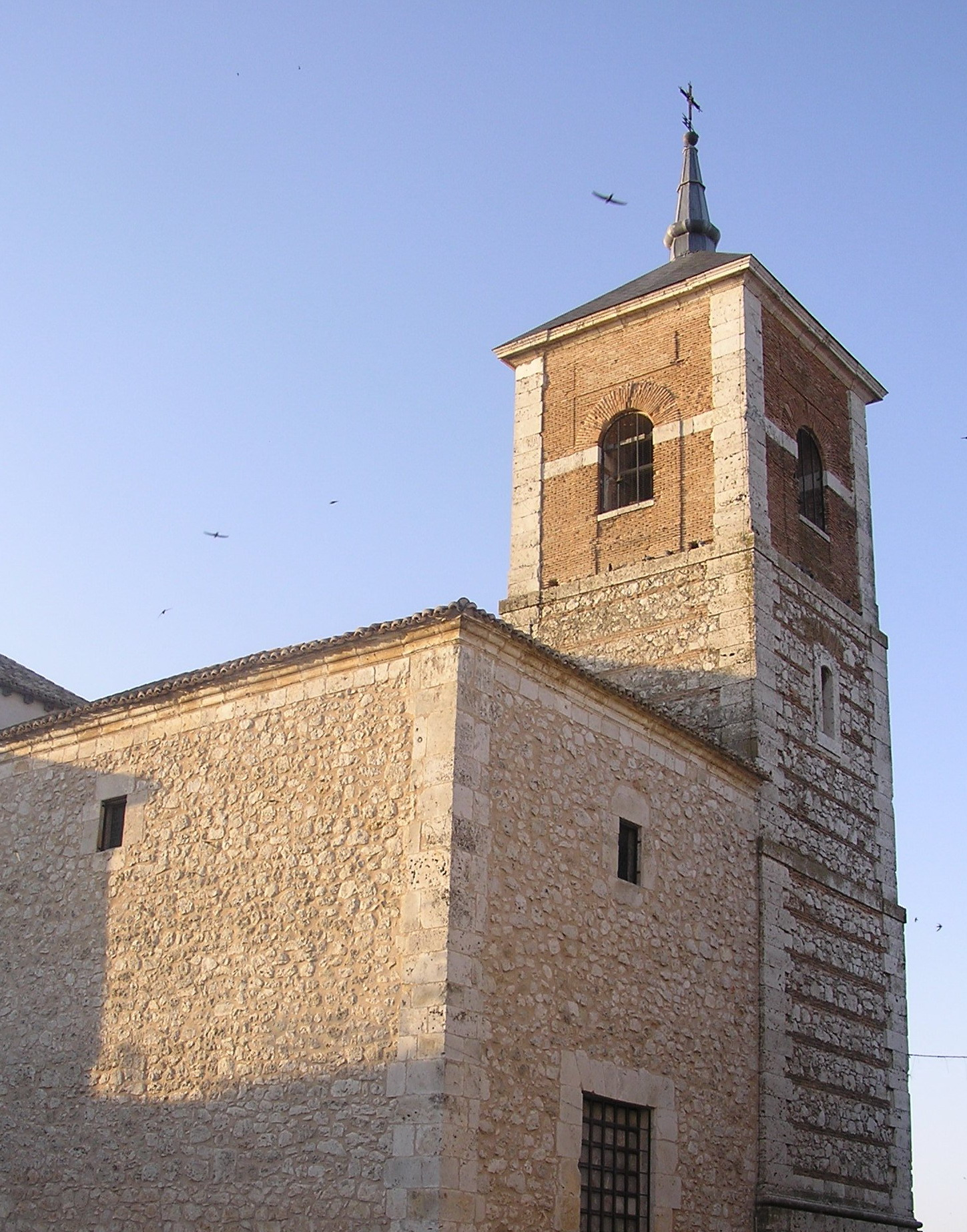
Парафіяльна церква Сантьяго-Апостол